# リーズ・リヴァプール運河
リーズ・リヴァプール運河（リーズ・リヴァプールうんが、英語：Leeds and Liverpool Canal）は、北イングランドの運河で、リーズとリヴァプールの 2 つの都市を接続している。1774年に開通し、全長は 127 マイル (204 km) で、ペナイン山脈を越え、本線には 91 基の水門がある。イギリスで最長の運河は、単一の水路として構築。

## 歴史

### 背景
18 世紀中頃には、リーズ、ウェイクフィールドやブラッドフォードのようなヨークシャーの 成長期の町で交易が増大した。 エアー・カルダー水路はリーズの東方の接続を改善したが、 西方への接続は限られていた。ブラッドフォードの商人たちは ブラッドフォードの炭鉱で採掘される石炭を利用して、 漆喰や農業用の石灰を製造するための石灰岩の供給を増やし、 リヴァプール港へ布地を輸送することを望んだ。 西部ではリヴァプールの繁華な港の商人たちは、 海運業や製造業のための安価な石炭の供給と ランカシャーの産業地帯の生産物を利用することを望んだ。

### 建設
起工式が 1770 年の 11 月 5 日にリヴァプールの北のハルソールで開催され、 ハルソール市長の チャールズ・モードント がくわ入れをした。 運河の最初の区間が 1773 年にビングレーからスキプトン まで開通した。 1774 年には運河はスキプトン からシプリー まで完成し、 これには ビングリーの 5 段の階段形閘門とビングリーの 3 層階段水門とエア川の 7 つのアーチを持つ水道橋が 含まれていた。
運河の本線はこのようにして 1816 年に完成した。

## 2009年のリヴァプール新しく接続

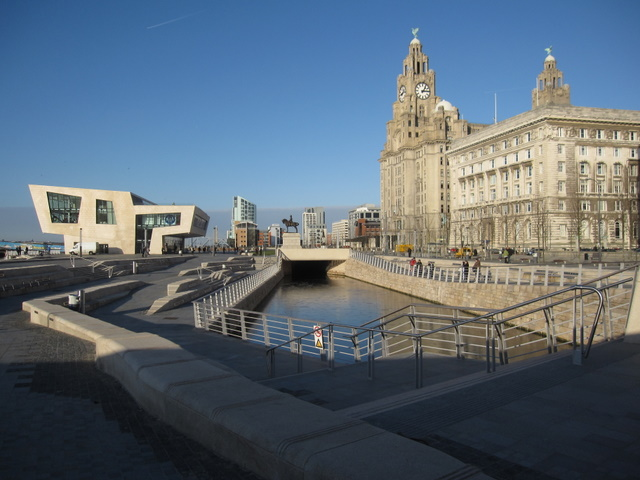
リーズ・リヴァプール運河から見たリヴァプール・ピアヘッド

新たな GBP20m のリヴァプール運河の接続が 2009 年に完成し、 2009 年の 3 月 25 日に開通した。 これはリーズ・リヴァプール運河とリヴァプールのサウス・ドックまで、スタンリー・ドックを経由して 再接続し、世界的に有名なスリー・グレイシズ をボートが通過し、 アルバート・ドックに進むことを可能とした。